# Balan (Ain)
Balan è un comune francese di 2 446 abitanti situato nel dipartimento dell'Ain della regione dell'Alvernia-Rodano-Alpi. Il suo territorio è bagnato dal fiume Rodano.

## Società

### Evoluzione demografica
Abitanti censiti